# Modersmål-Selskabet
Modersmål-Selskabet er en landsdækkende forening, hvis formål er at virke for bevarelse og udvikling af modersmålet som en grundlæggende forudsætning for dansk kultur og folkestyre. Selskabet, der har sæde i Dansk Sprognævns repræsentantskab, blev oprettet i 1979 og har lige siden uddelt Modersmål-Prisen som en påskønnelse af særlig fremragende sprogbrug ud fra selskabets idealer: Klar, udtryksfuld og varieret. Selskabet udgiver medlemsbladet Sprog & Samfund fire gange om året samt fra 1980 til 1999 en årbog om emner knyttet til modersmålet, skrevet af bidragydere både i og uden for medlemskredsen. Siden 2000 har foreningen udgivet diverse faglitterære antologier om sprog og dialekt, børnebøger og en skønlitterær antologi, fra 2010 på eget forlag. I 2023 udgiver foreningen for første gang en roman: Johannesminde af debutanten Sofie Jørgensen.

## Udgivelser fra eget forlag
- 2023 - Johannesminde (skøn)
- 2023 - Mina fossta tuzen or på borrijnholmst / Mine første tusind ord på bornholmsk (billedbog)
- 2022 - Mien føst tusi or på wæjlbomol / Mine første tusind ord på vendelbomål (billedbog)
- 2022 - Fra det ene sprog til det andet: dansk i verden (ny red.)
- 2022 - Dansk i tusind år: et omrids af sprogets historie
- 2022 - Din tur, Adrian (børnebog)
- 2021 - Stilhed før storm (skøn)
- 2020 - Sprog på grænsen : sproch o æ græns
- 2019 - Dialekter i rigt mål
- 2018 - Ord og naboer i Norden: nordisk nabosprogsforståelse
- 2017 - Sproget i lyst og nød
- 2016 - Bordets glæder
- 2015 - Hilseformer og høflighed
- 2014 - Din stemme tæller
- 2013 - Ord til hinanden
- 2012 - Sprog og sex
- 2011 - Sprog på banen
- 2010 - Sjov med sprog

## Ekstern henvisning
- Modersmål-Selskabet